# 현측

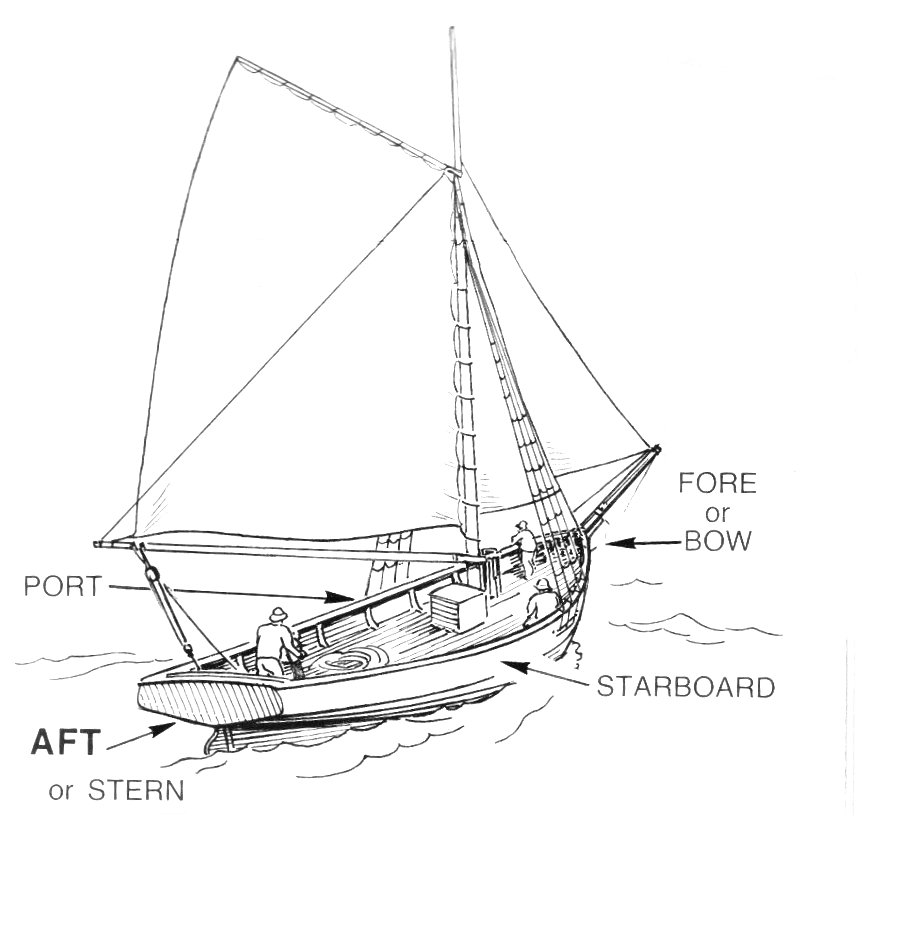

현측(舷側, side)은 배의 좌우 측면을 말한다. 배의 선교에서 현두 쪽을 보았을 때, 왼쪽 현측을 좌현(左舷, portside), 오른쪽 현측을 우현(右舷, starboard)이라고 한다. 야간에는 좌현에는 붉은 표시등을, 우현에는 녹색 표시등을 켜야 한다.

## 같이 보기
- 위치에 대한 해부학 용어
- 손쓰임